# Безкислородна киселина
Безкислородна киселина е киселина, която не съдържа кислородни атоми.

## Примери
- Флуороводородна киселина
- Солна киселина
- Бромоводородна киселина
- Йодоводородна киселина
- Астатоводородна киселина
- Сероводородна киселина
- Селеноводорна киселина
- Телуроводородна киселина
- Циановодородна киселина
- Изоциановодородна киселина
- Азотоводородна киселина
- Тетрахидроборна киселина
- Тетрафлуороборна киселина
- Карборанова киселина
- Хексафлуоросилициева киселина
- Хексафлуорофосфорна киселина
- Хексафлуороарсенова киселина
- Хексафлуороантимонена киселина
- Трийодидна киселина[1]
- Дифлуорохипохлориста киселина[1]
- Дихлорохипобромиста киселина[1]
- Дихлорохипойодиста киселина[1]
- Дибромохипойодиста киселина[1]
- Тетрафлуорохлориста киселина[1]
- Тетрафлуоробромиста киселина[1]
- Тетрафлуоройодиста киселина[1]
- Хексафлуорохлорна киселина[1]
- Хексафлуоробромна киселина[1]
- Хексафлуоройодна киселина[1]
- Пентафлуороксенонова киселина
- Хептафлуороксенонова киселина
- Октафлуороксенонова киселина
- Тетрахлорозлатна киселина